# Vuurwerkfestival Scheveningen
Het vuurwerkfestival Scheveningen is een jaarlijks evenement in de Nederlandse badplaats Scheveningen waarbij vanaf de boulevard verspreid over twee weekenden in de zomer een vuurwerkshow wordt gegeven.

## Opzet
Per avond worden twee vuurwerkshows gegeven verzorgd door bedrijven uit verschillende landen. Aan het eind van het seizoen wordt een winnend land uitgekozen. Het festival trok in 2017 340.000 bezoekers.
Ieder land dient hetzelfde budget te gebruiken, mag maximaal 2000 eenheden afschieten en moet zorgen dat een show tussen de 10 en 13 minuten duurt. Juryleden letten op diversiteit in kleur en vorm, originaliteit, opbouw en opeenvolging van de stukken. De winnaar wordt na de laatste vuurwerkshow bekendgemaakt. De vuurwerkshows worden technisch begeleid door het Nederlandse vuurwerkbedrijf Xena Vuurwerk uit Ede dat tevens de eerste show van de avond met daarin een landenthema verzorgt .
Het vuurwerk wordt geautomatiseerd afgestoken vanaf een drijvend ponton op 265 meter vanaf de kust. Het ponton wordt aan de hand van een door het deelnemend land aangereikt vuurwerkplan door een vuurwerkbedrijf voorzien van vuurwerk in de haven en 's avonds op de juiste positie gelegd door twee sleepboten.

## Geschiedenis
Vanaf 1947 werd er jaarlijks iedere donderdagavond vuurwerk afgestoken. Het ging om mechanisch vuurwerk dat vanaf palen op het strand werd afgeschoten. Het eerste vuurwerkfestival werd gehouden in 1979 in hetzelfde jaar dat het Kurhaus heropend werd. Er werd gebruik gemaakt van  een stalen eiland aan de pier van Scheveningen totdat werd overgeschakeld naar het drijvend ponton. Het festival kostte in 2013 250.000 euro en wordt voornamelijk betaald door de gemeente Den Haag en ondernemers.
Sinds 2019 is er geen vuurwerkfestival meer gehouden. In 2019 werd het festival afgelast omdat het niet kon voldoen aan de toen geldende veiligheidseisen die dat jaar werden gesteld vanwege de te grote belangstelling.
In 2020 ging het festival niet door vanwege de coronapandemie. Het festival zou dat jaar zijn 40-jarig jubileum tegemoet gaan. Ter ere van dit jubileum werd er als alternatief een guerrilla-actie georganiseerd die niet was aangekondigd.  Dit evenement kon alleen onverwacht worden bijgewoond door toevallig aanwezige mensen. De guerrilla-actie omvatte een lichtshow, vuurwerk, ongeveer 100 drones, en muziek van het Haagse duo Amy Root.
Ook in 2021 waren grote evenementen niet haalbaar vanwege de toen geldende afstandsmaatregelen vanwege de pandemie. In 2022 moest het festival opnieuw worden geannuleerd, wegens onvoldoende politiecapaciteit om het festival mogelijk te maken. In 2023 werd het festival opnieuw afgelast vanwege de hoge kosten en de moeilijkheid bij het vinden van sponsors voor het evenement.  Dit leidde tot een gebrek aan financiering dat jaar. Ook in 2024 vond er geen festival plaats. Ondanks de oorspronkelijke intentie om het evenement dat jaar om te dopen tot HALO-festival, lukte het de gemeente Den Haag opnieuw niet om de financiering rond te krijgen.